# Jack Garfein
Jack Garfein, született Jakob Garfein (Munkács, Csehszlovákia, 1930. július 2. – Los Angeles, Kalifornia, 2019. december 30.) amerikai filmrendező, színházi producer és igazgató, pedagógus.

## Életútja
1930. július 2-án a Csehszlovákiához tartozó Munkácson született magyar-zsidó családba Garfein Hermann és Spiegel Blanka első gyermekekként. Bártfán nőtt fel. Több koncentrációs tábort – többek között Auschwitzot és Bergen-Belsent – is megjárt. Szüleit és húgát Auschwitzban vesztette el. A háború után az Egyesült Államokban telepedett le, ahol először színházi rendező, majd producer lett. 1957-ben rendezte első filmjét, a The Strange One-t, ami befejezés nélkül került bemutatásra, mert a film egyik jelenetében színes bőrű színészek szerepeltek volna, de ezt a Columbia Pictures elutasította és emiatt szerződést bontottak. Második filmje, a Something Wild ezért független filmként készült el. Ő adta az első filmes szerepet James Deannek, és ő fedezte fel Steven McQueent. Ezt követően élete jelentős részében a színjátszás oktatásával foglalkozott. Többek között Dustin Hoffman, Sissy Spacek, Ron Perlman és Irène Jacob tanult nála.

## Családja
1955-ben kötött házasságot Carroll Baker (1931) színésznővel. 1956-ban született lányuk, Blanche Baker színésznő, 1958-ban fiuk, Herschel Garfein Grammy-díjas zeneszerző. 1969-ben elváltak. Második felesége Anna Laretta volt. Halála évében, augusztusban vette feleségül a 42 éves orosz származású Natalia Repolovskyt.

## Filmjei
- The Marriage (1954, tv-sorozat, egy epizód)
- Windows (1955, tv-sorozat)
- The Strange One (1957)
- Something Wild (1961)

## Könyvei
- Life and Acting - Techniques for the Actor (2010)